# Sestroreck
Sestroreck (in russo Сестрорецк?) è una città della Russia, dell'oblast' di Leningrado. È una formazione municipale intraurbana all'interno del distretto Kurortnyj della città federale di San Pietroburgo.
Si trova nella parte meridionale dell'istmo della Carelia e si affaccia sull'omonima baia del golfo di Finlandia. a nord-ovest del centro di San Pietroburgo.